# Yettem, California
Yettem, California (енгл. Yettem) насељено је место без административног статуса у америчкој савезној држави Калифорнија.

## Демографија
По попису из 2010. године број становника је 211.
| Група             | 2000.    | 2010.       |
| Белци             | 0 (0,0%) | 9 (4,3%)    |
| Афроамериканци    | 0 (0,0%) | 5 (2,4%)    |
| Азијати           | 0 (0,0%) | 0 (0,0%)    |
| Хиспаноамериканци | 0 (0,0%) | 199 (94,3%) |
| Укупно            | 0        | 211         |